# 岐阜県道385号河合多治見線

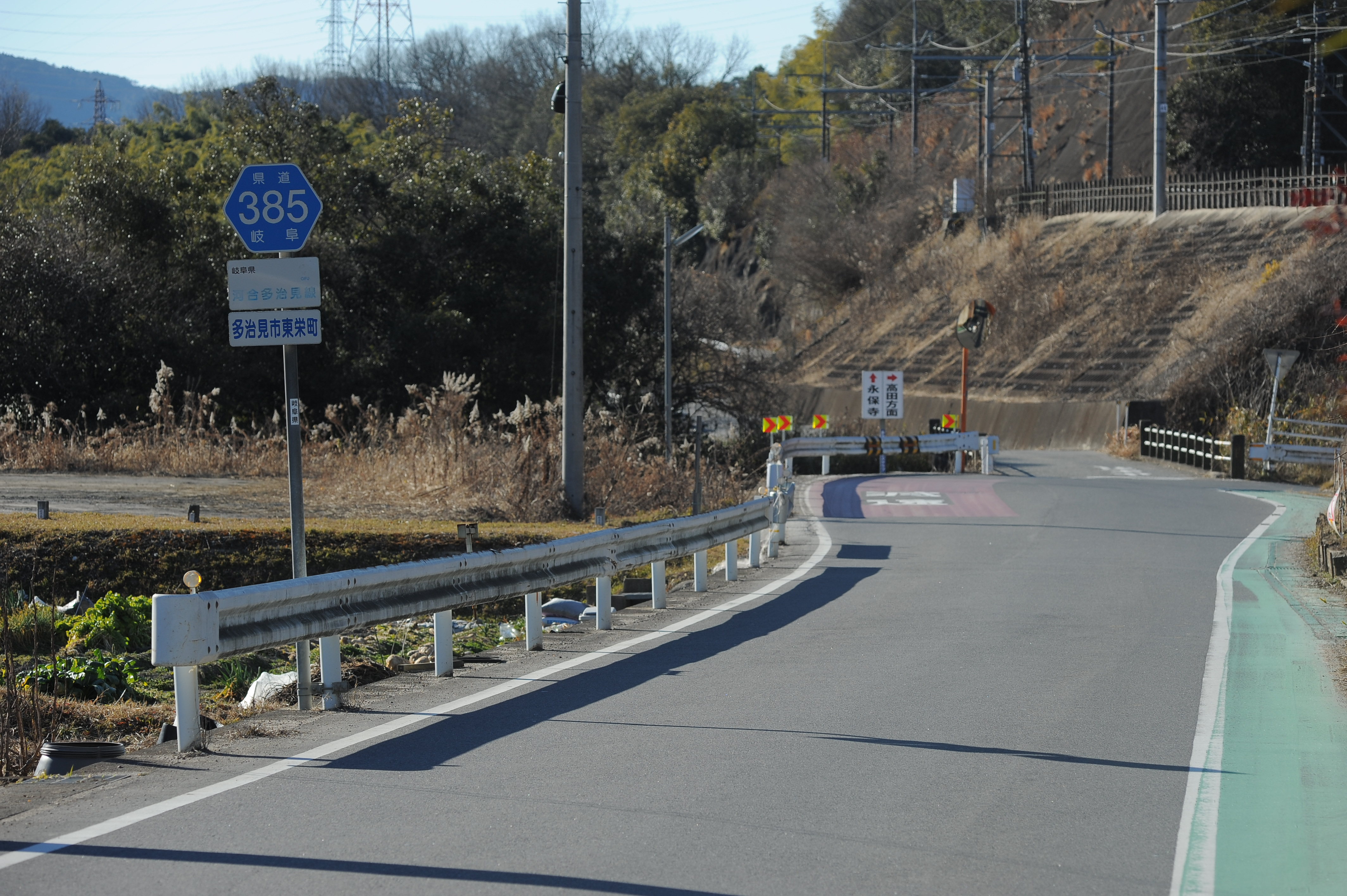
多治見市東栄町

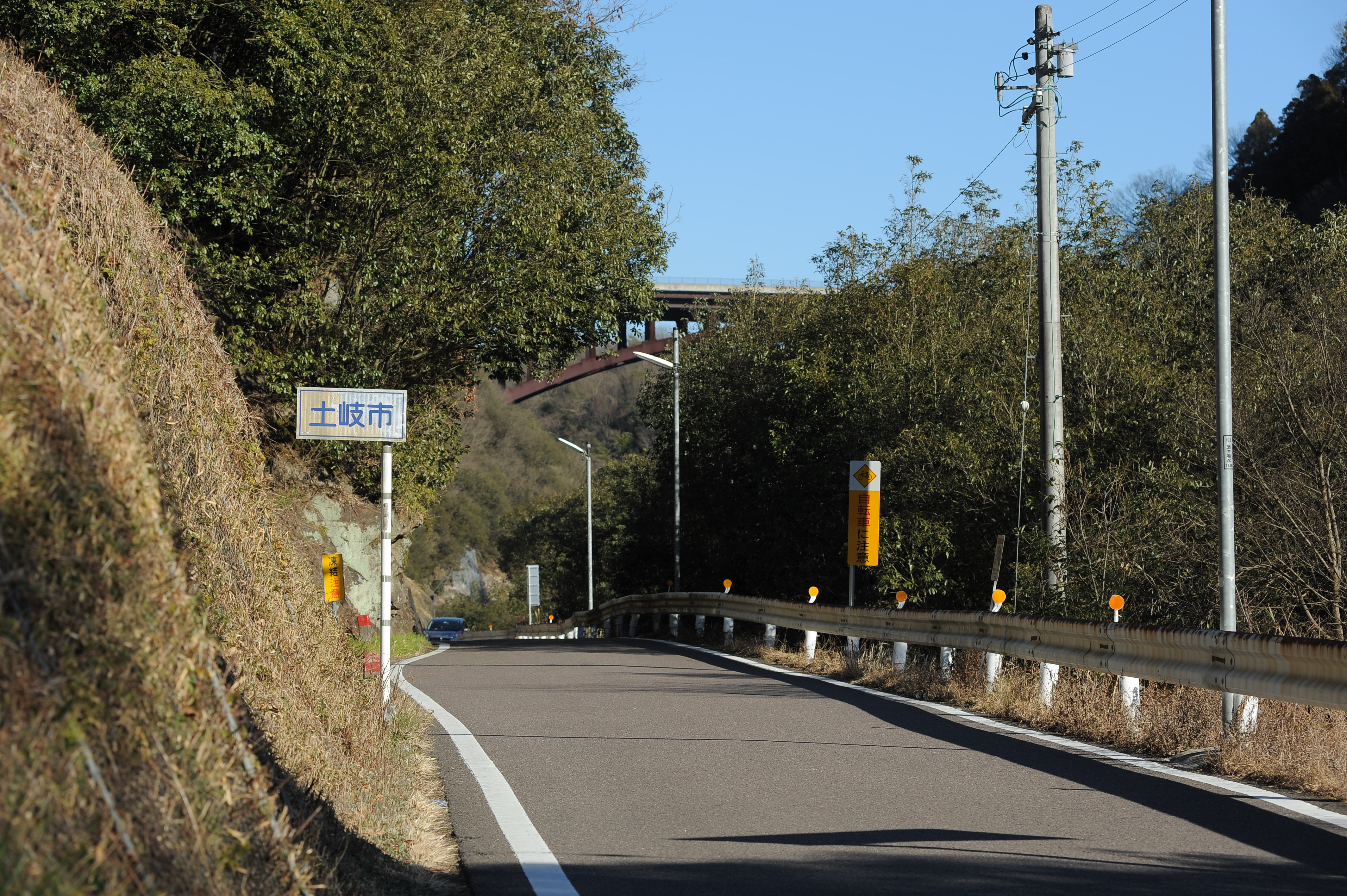
多治見市 - 土岐市境（多治見市高田町）

岐阜県道385号河合多治見線（ぎふけんどう385ごう かわいたじみせん）は、岐阜県土岐市から同県多治見市に至る一般県道である。

## 概要

### 路線データ
- 起点：岐阜県土岐市泉町河合上町（国道19号交点）
- 終点：岐阜県多治見市虎渓山町7丁目（岐阜県道381号多治見八百津線交点）

## 沿革
- 1977年（昭和52年）2月27日 ： 認定[1]

## 通過する自治体
- 岐阜県
  - 土岐市 - 多治見市

## 接続する道路
- 国道19号（河合交差点）
- 岐阜県道69号土岐市停車場細野線（土岐市泉町久尻地内、土岐市駅前）
- 愛知県道19号土岐足助線（日之出町1丁目交差点）
- 岐阜県道381号多治見八百津線（虎渓山町7丁目交差点）

## 周辺
- JR中央本線 土岐市駅
- 多治見市立共栄小学校

## 別名
- 下街道（土岐市、多治見市）
- 善光寺街道（土岐市、多治見市）
- 中山道（土岐市、多治見市）